# Coefficient d'occupation des sols
Pour les articles homonymes, voir COS.
Ne doit pas être confondu avec Coefficient d'emprise au sol.
Le coefficient d'occupation des sols ou COS est un rapport permettant de mesurer la densité de l'occupation du sol en urbanisme. Il est obtenu en divisant la superficie de plancher d'une construction par la superficie de son terrain récepteur. Il est exprimé en nombre décimal. Dépendant des juridictions, le COS fait l'objet de plus ou moins de réglementation.

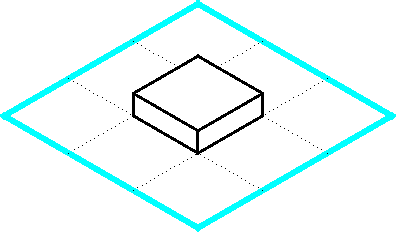
Parcelle avec un COS de 0,11 et un CES de 0,11
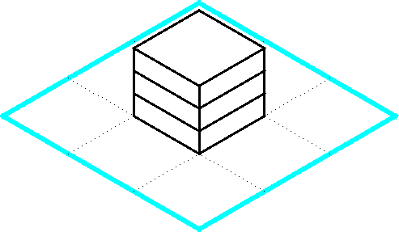
Parcelle avec un COS de 0,33 et un CES de 0,11
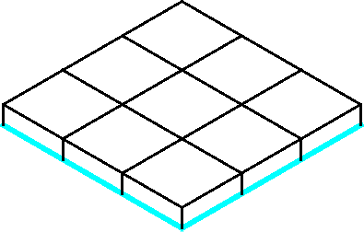
Parcelle avec un COS de 1,00 et un CES de 1,00
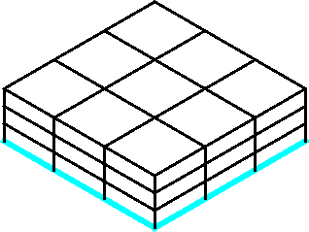
Parcelle avec un COS de 3,00 et un CES de 1,00

## En Allemagne
En Allemagne, le "Geschossflächenzahl" (mot-à-mot le nombre de niveaux permis sur une surface) est défini dans l'Ordonnance sur l'utilisation du sol, la BauNVO.

## Au Canada

### Au Québec
Au Québec, le COS ne fait pas l'objet de dispositions spécifiques dans la Loi sur l'aménagement et l'urbanisme. Cette dernière permet aux municipalités d'émettre des normes sur la densité d’occupation du sol, dont le COS est une mesure,. Le Ministère des Affaires municipales et de l'Habitation du Québec utilise également le vocable « Rapport plancher-terrain » pour parler de COS pondéré par usage. Certains règlements d'urbanisme de la ville de Montréal parlent plutôt d'« indice de superficie de plancher » (ISP),.

## En France

### Prologue
En France, avec le plan Marshall, une forte croissance démographique suit le creux laissé par la Seconde Guerre Mondiale. Compte tenu des vagues de français rapatriés au gré de l'indépendance des colonies, la densité des constructions dans les grandes agglomérations devient préoccupante (statique, salubrité). D'un coté, la constructions de grands ensembles immobiliers est devenue indispensable mais de l'autre, il faut absolument rationaliser la trop grande densité des quartiers haussmanniens.

L'Espagne, le Royaume-Uni et les États-Unis d'Amérique du Nord, qui ont connu une croissance démographique vertigineuse en un temps record vont donner des exemples de gestion des problématiques avec les solutions trouvées à Barcelone, Londres ou Chicago. Juristes et Urbanistes français conçoivent d'abord le  coefficient d'utilisation des sols (C.U.S.) vers 1959. Il deviendra le coefficient d'occupation des sols (COS) avec la LOF, loi n° 67-1253 du 30 décembre 1967 d'Orientation Foncière (LOF)  qui instaure le cadre dans lequel intervient le COS : le plan d’occupation des sols (POS qui deviendra le PLU), document administratif qui fixe les règles d'urbanisme applicables au territoire d’une commune. 
« Le coefficient d'occupation du sol, qui détermine la densité de construction admise, est le rapport exprimant le nombre de mètres carrés de surface de plancher ou le nombre de mètres cubes susceptibles d'être construits par mètre carré au sol. »
— Premier alinéa de l'article R. 123-10 ancien du Code de l'urbanisme

### Domaine d'application
Le COS devient un instrument crucial de la planification de l'urbanisme car il permet de moduler la densité des constructions selon les zones à aménager.
Plus il est élevé, plus le COS permet de densifier, c'est-à-dire construire en hauteur sur un terrain et y loger le plus de résidents possible. Inversement, un COS maintenu bas limite sans équivoque toute intensification de l'urbanisme. Économiquement parlant, plus le COS est élevé, plus le terrain qui y est soumis prend de la valeur. Le COS permet donc aux autorités compétentes de moduler le développement des zones de leur commune ainsi que les valeurs foncières.
Le respect du COS était contrôlé lors de l'instruction de chaque permis de construire.
Le COS constitua donc la limite maximale des possibilités de construction, exprimée en mètres carrés de surface de plancher imposé à tout projet de construction. Toutefois, le plan d’occupation des sols (POS) document d'urbanisme dans lequel il s'inscrivait pouvait prévoir que le COS puisse être dépassé ou son bénéfice transféré. Puisqu'il ne permettait plus de restructurer les zones urbanisées, il disparut du POS remplacé  par d'autres réglementations mais subsista en zones périurbaines et rurales aux équipements publics limités.
Ainsi le COS ne parvint pas à jouer son rôle de régulateur de l'extension des communes et d'artificialisation de leur sol. Dans les années 1990, force fut de constater que les « réserves foncières » des communes de France, fondaient comme neige au soleil. Il fallait le repenser.

### Fin du COS
La suppression du COS a été envisagée dès l'élaboration de la loi n° 2000-1208 du 13 décembre 2000 relative à la Solidarité et au Renouvellement Urbains (loi SRU). Si la Loi SRU parvint à amorcer la densification des aires déjà urbanisées et freiner la « consommation des ressources foncières des communes », il fallait une période transitoire pour acter la disparition du COS.
On commença par ne plus en faire une composante obligatoire d'une Plan d'Occupation des Sols et pouvant être remplacé par d'autres normes réglant l'implantation des bâtiments sur un terrain, leur volume, leur hauteur et leur emprise au sol.
À partir de 2007, les dispositions législatives permirent  de majorer le COS afin de favoriser la construction de logements sociaux ou permettant les économies d'énergie: Avec les Grenelle de l'environnement, les autorités compétentes remirent de l'ordre dans l’extension tous azimuts des communes, sous forme de gestion durable et protection environnementale. Pour accompagner le Plan Bâtiment du Grenelle, elles mettront en place un bonus de COS de 20 % puis de 30 % (Grenelle 2) :
- la construction de logements sociaux obtiendra un bonus de de COS de 20 % ;
- si la construction remplit des critères spécifiques à la performance énergétique ou la production d'énergie renouvelable permet l'obtention des labels BBC-Effinergie ou Très haute performance énergétique énergie renouvelable (THPE ENR)

Enfin, la loi n° 2014-366 du 24 mars 2014 pour l'accès au logement et un urbanisme rénové (dite « loi ALUR ») met fin au coefficient d'occupation des sols, et prévoit dans ses mesures transitoires que les POS dont la transformation en PLU a été prescrite mais non achevée avant le 27 mars 2017 seront caducs. Ceci obligera peu à peu les communes retardataires à prendre les mesures adéquates pour moderniser leurs documents d'urbanisme.

### Exemples de COS
Exemple
Sur un terrain de 1 000 m2, dont le règlement prévoit un COS maximal de 0,4 on peut construire jusqu'à 1 000 m2 × 0,4 = 400 m2 de surface de plancher.
En zone pavillonnaire, le COS était souvent de l'ordre de 0,3 à 0,5 tandis qu'il dépassait rapidement 1 en agglomération où les zones résidentielles et zones tertiaires dépassaient couramment 2 ou 3.. Une zone d'activité avait généralement un COS compris entre 0,7 et 0,8.
La règle dite du « COS de fait » permet de reconstruire un bâtiment à l'identique même si sa densité dépasse la norme fixée par le COS. Cette règle vise à encourager les opérations de rénovation de bâtiments existants.

## Au Luxembourg et en Suisse
Au Luxembourg et en Suisse, le COS désigne l'emprise au sol des bâtiments et constructions.